# Amplificare izotermă a buclei
Amplificarea izotermă mediată de bucle (LAMP) este o tehnică cu un singur tub pentru amplificarea ADN-ului și o alternativă ieftină pentru detectarea anumitor boli. Amplificarea izotermă mediată în buclă cu transcriere inversă (RT-LAMP) combină LAMP cu o etapă de transcriere inversă pentru a permite detectarea ARN-ului.
LAMP este o tehnică de amplificare izotermă a acizilor nucleici. Spre deosebire de tehnologia de reacție în lanț a polimerazei (PCR), în care reacția se realizează cu o serie de etape sau cicluri de temperatură alternante, amplificarea izotermă se realizează la o temperatură constantă și nu necesită un termociclator.

## Tehnică
În LAMP, secvența țintă este amplificată la o temperatură constantă de 60-65 °C (140-149 °F), folosind fie două sau trei seturi de amorse și o polimerază cu activitate mare de deplasare a catenei, pe lângă o activitate de replicare. În mod obișnuit, se utilizează 4 primeri diferiți pentru a amplifica 6 regiuni distincte de pe gena țintă, ceea ce crește specificitatea. O pereche suplimentară de "primeri în buclă" poate accelera și mai mult reacția. Cantitatea de ADN produsă în LAMP este considerabil mai mare decât amplificarea bazată pe PCR.

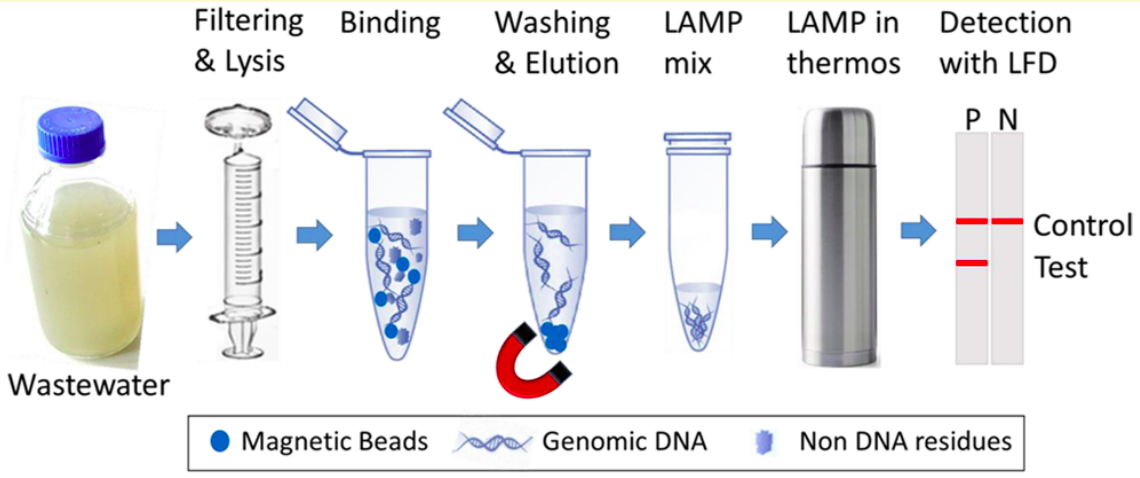
Schema unui LAMP al biomarkerilor de acid nucleic din probe de apă uzată brută netratată, pentru a cuantifica rapid ADN mitocondrial (ADNmt) specific uman.

Produsul de amplificare poate fi detectat prin fotometrie, măsurând turbiditatea cauzată de precipitatul de pirofosfat de magneziu din soluție ca produs secundar al amplificării. Acest lucru permite o vizualizare ușoară cu ochiul liber sau prin abordări simple de detecție fotometrică pentru volume mici. Reacția poate fi urmărită în timp real, fie prin măsurarea turbidității, fie prin fluorescență cu ajutorul coloranților intercalanți, cum ar fi SYTO 9. Coloranții, cum ar fi verdele SYBR, pot fi utilizați pentru a crea o schimbare de culoare vizibilă, care poate fi observată cu ochiul liber fără a fi nevoie de echipamente costisitoare, sau pentru un răspuns care poate fi măsurat cu mai multă acuratețe prin instrumentație. Moleculele de colorant se intercalează sau marchează direct ADN-ul și, la rândul lor, pot fi corelate cu numărul de copii prezente inițial. Prin urmare, LAMP poate fi, de asemenea, cantitativă.
Detectarea în eprubetă a amplificării ADN LAMP este posibilă cu ajutorul calceinei încărcate cu mangan, care începe să devină fluorescentă în urma complexării manganului cu pirofosfat în timpul sintezei ADN in vitro.
O altă metodă de detectare vizuală a ampliconilor LAMP cu ochiul liber s-a bazat pe capacitatea acestora de a se hibridiza cu ADN ss complementar legat de aur și de a preveni astfel schimbarea normală a culorii de la roșu la albastru-violet care ar avea loc în timpul agregării induse de sare a particulelor de aur. Astfel, o metodă LAMP combinată cu detectarea ampliconului prin AuNP poate avea avantaje față de alte metode în ceea ce privește timpul de testare redus, confirmarea ampliconului prin hibridizare și utilizarea unui echipament mai simplu (adică nu este nevoie de un termociclator, de un echipament de electroforeză sau de un transiluminator UV).

## Utilizări și beneficii
LAMP este o tehnică relativ nouă de amplificare a ADN-ului, care, datorită simplității, robusteții și costului redus, ar putea oferi avantaje majore. LAMP are potențialul de a fi utilizată ca un test de screening simplu pe teren sau la punctul de îngrijire de către clinicieni. Deoarece LAMP este izotermă, ceea ce elimină nevoia de termociclatoare costisitoare utilizate în PCR convențională, aceasta poate fi o metodă deosebit de utilă pentru diagnosticarea bolilor infecțioase în țările cu venituri mici și mijlocii. LAMP este studiată pe scară largă pentru detectarea bolilor infecțioase, cum ar fi filarioza, virusul Zika, tuberculoza, malaria, boala somnului și SARS-CoV-2. În regiunile în curs de dezvoltare, aceasta nu a fost încă validată pe scară largă pentru alți agenți patogeni comuni.
S-a observat că LAMP este mai puțin sensibilă (mai rezistentă) decât PCR la inhibitori în cazul probelor complexe, cum ar fi sângele, probabil din cauza utilizării unei ADN polimeraze diferite (de obicei Bst - Bacillus stearothermophilus - ADN polimeraza, mai degrabă decât Taq polimeraza ca în PCR). Mai multe rapoarte descriu detectarea cu succes a agenților patogeni din probe cu procesare minimă, cum ar fi sângele tratat termic, sau în prezența matricelor de probe clinice. Această caracteristică a LAMP poate fi utilă în medii cu resurse reduse sau pe teren, unde o extracție convențională de ADN sau ARN înainte de efectuarea testelor de diagnosticare poate fi nepractică.

## Limitări
LAMP este mai puțin versatilă decât PCR, cea mai bine stabilită tehnică de amplificare a acizilor nucleici. LAMP este utilă în primul rând ca tehnică de diagnostic sau de detectare, dar nu este utilă pentru clonare sau pentru multe alte aplicații de biologie moleculară permise de PCR. Deoarece LAMP utilizează 4 (sau 6) amorse care vizează 6 (sau 8) regiuni dintr-un segment destul de mic al genomului și deoarece proiectarea amorsei este supusă la numeroase constrângeri, este dificil să se proiecteze seturi de amorse pentru LAMP "cu ochiul liber". În general, se folosesc pachete software gratuite, cu sursă deschisă sau comerciale pentru a ajuta la proiectarea amorselor LAMP, deși constrângerile legate de proiectarea amorselor înseamnă că există mai puțină libertate de alegere a situsului țintă decât în cazul PCR.
Într-o aplicație de diagnosticare, acest lucru trebuie să fie pus în balanță cu necesitatea de a alege o țintă adecvată (de exemplu, un sit conservat într-un genom viral foarte variabil sau o țintă care este specifică pentru o anumită tulpină de agent patogen). Pot fi necesare mai multe secvențe degenerate pentru a acoperi diferitele tulpini variante ale aceleiași specii. O consecință a existenței unui astfel de cocktail de primeri poate fi amplificarea nespecifică în amplificarea târzie.
Abordările de multiplexare pentru LAMP sunt mai puțin dezvoltate decât pentru PCR. Numărul mai mare de primeri pentru fiecare țintă în LAMP crește probabilitatea interacțiunilor primer-primeri pentru seturile de ținte multiplexate. Produsul LAMP este o serie de concatemeri ai regiunii țintă, dând naștere la un model caracteristic de "scară" sau de bandă pe un gel, mai degrabă decât o singură bandă ca în cazul PCR. Deși acest lucru nu reprezintă o problemă atunci când se detectează ținte unice cu LAMP, aplicațiile "tradiționale" (endpoint) de PCR multiplex în care identitatea unei ținte este confirmată de mărimea unei benzi pe un gel nu sunt fezabile cu LAMP. Multiplexarea în LAMP a fost realizată prin alegerea unei regiuni țintă cu un situs de restricție și prin digerarea înainte de a fi analizată pe un gel, astfel încât fiecare produs să dea naștere unui fragment de mărime distinctă, deși această abordare adaugă complexitate la proiectul și protocolul experimental.
De asemenea, utilizarea unei ADN-polimeraze de deplasare a catenei în LAMP exclude utilizarea sondelor de hidroliză, de exemplu, a sondelor TaqMan, care se bazează pe activitatea de exonucelază 5'-3' a Taq-polimerazei. A fost raportată o abordare alternativă de multiplexare în timp real bazată pe stingători de fluorescență.
Se poate adăuga colorantul verde SYBR pentru a vizualiza LAMP în timp real. Cu toate acestea, în amplificarea târzie, amplificarea primer-dimerilor poate contribui la un semnal fals pozitiv. Utilizarea pirofosfatazei anorganice într-un amestec de reacție SYBR permite utilizarea analizei de topire pentru a distinge amplificarea corectă 
Deși au fost propuse diferite strategii de atenuare a rezultatelor fals-pozitive în testele bazate pe această metodă, amplificarea nespecifică datorată diverșilor factori, inclusiv absenței mecanismelor de blocare a temperaturii, este una dintre limitările majore ale amplificării izoterme mediate de bucle.